# کشنژپول-سمولاکی
کشنژپول-سمولاکی (به لهستانی:  Księżpole-Smolaki) یک روستا در لهستان است که در گمینا موکوبوده واقع شده‌است.
 کشنژپول-سمولاکی  ۷۰ نفر جمعیت دارد.